# Илия Делчев
Илия Владимиров Делчев е български учен в областта на генетиката на културните растения, професор в Аграрния университет в Пловдив.
Роден е на 29 януари 1923 г. в с. Златовръх, Пловдивска област. Починал - 9 декември 2013 г. в София.
През 1942 г. завършва средното земеделско училище в Садово. През 1943 г. постъпва на военна служба, по-късно взема участие в партизанското движение, а след 9 септември 1944 г. се записва като доброволец за участие във войната срещу Хитлеристка Германия.
През март 1945 г. започва да следва агрономство в Агрономическия факултет на Софийския университет и се дипломира през 1947 г. След завършването си работи в двореца Евксиноград и като директор на Двореца в Балчик.
През 1949 г. Илия Делчев печели конкурс за асистент по генетика и селекция към Агрономическия факултет на Пловдивския университет. През 1961 г. защитава кандидатска дисертация, през 1966 г. е хабилитиран като доцент, а през 1976 г. като професор в Аграрния университет, Пловдив. От 1967 до 1970 г. работи като преподавател в катедрата по генетика и селекция на Агрономическия факултет на Хаванския университет (Куба), където издава и учебник за студенти по генетика на испански език.
Научната дейност на проф. Делчев е свързана с генетиката и селекцията на зърнено-бобови култури. Той е дългогодишен ръководител на катедрата по генетика и селекция на университета. Има издадени 5 учебника по генетика, написал е над 50 научни публикации и има признати 10 оригинални сорта полски фасул. Бил е ръководител на 5 докторанти, над 50 дипломанти, член на научните съвети на няколко института, на два СНС при ВАК.